# Baramjhiya
Baramjhiya – gaun wikas samiti we wschodniej części Nepalu w strefie Sagarmatha w dystrykcie Saptari. Według nepalskiego spisu powszechnego z 2001 roku liczył on 807 gospodarstw domowych i 4476 mieszkańców (2191 kobiet i 2285 mężczyzn).